# Алийчук, Маргарита Сергеевна
Маргарита Сергеевна Алийчук (10 августа 1990, Северск, Томская область) — российская гимнастка, член национальной сборной России (с 2005 года). Олимпийская чемпионка 2008 года. Многократная чемпионка мира 2007 года. Чемпионка Европы 2008 года.
Первые тренеры  Надежда Николаевна Долгова, Наталья Алексеевна Овсянникова и Людмила Алексеевна Васина.
В 2003 г. зачислена в Центр олимпийской подготовки  г. Омска, где её тренировала  заслуженный тренер России  Елена Николаевна Арайс.
В 2005 г включена в состав национальной российской сборной команды по групповым упражнениям. Тренировалась  у  Заслуженных  тренеров России Ирины Александровны Винер и Валентины Алексеевны Иваницкой.
На протяжении всей своей спортивной карьеры представляла спортивное объединение  МГФСО и клуб  Российской Армии.
Награждена орденом Дружбы.
В 2008 г. завершила спортивную карьеру.

## Награды и звания
- Орден Дружбы – За большой вклад в развитие физической культуры и спорта, высокие спортивные достижения на Играх XXIX Олимпиады 2008 года в Пекине[2]
- Заслуженный мастер спорта России
- Чемпионка мира (2007), чемпионка Европы (2008).
- Победитель Игр XXIX Олимпиады в Пекине в групповых упражнениях